# Ekeby (commune de Södertälje)
Pour les articles homonymes, voir Ekeby.
Ekeby est une localité de Suède dans la commune de Södertälje située dans le comté de Stockholm.
Sa population était de 996 habitants en 2019.